# 因特考斯 (賓夕法尼亞州)
因特考斯（英語：Intercourse）是一個位於美國賓夕法尼亞州蘭開斯特縣利科克鄉的未組成社團的小鎮及普查規定居民點。此鎮於蘭開斯特以東10英里（16）。
此鎮並非這一帶唯一一個擁有奇特名稱的地方。附近的手中鳥、布盧博爾（英語為Blue Ball，意譯「藍球」）和天堂均為名稱奇特的地方。

## 名稱淵源

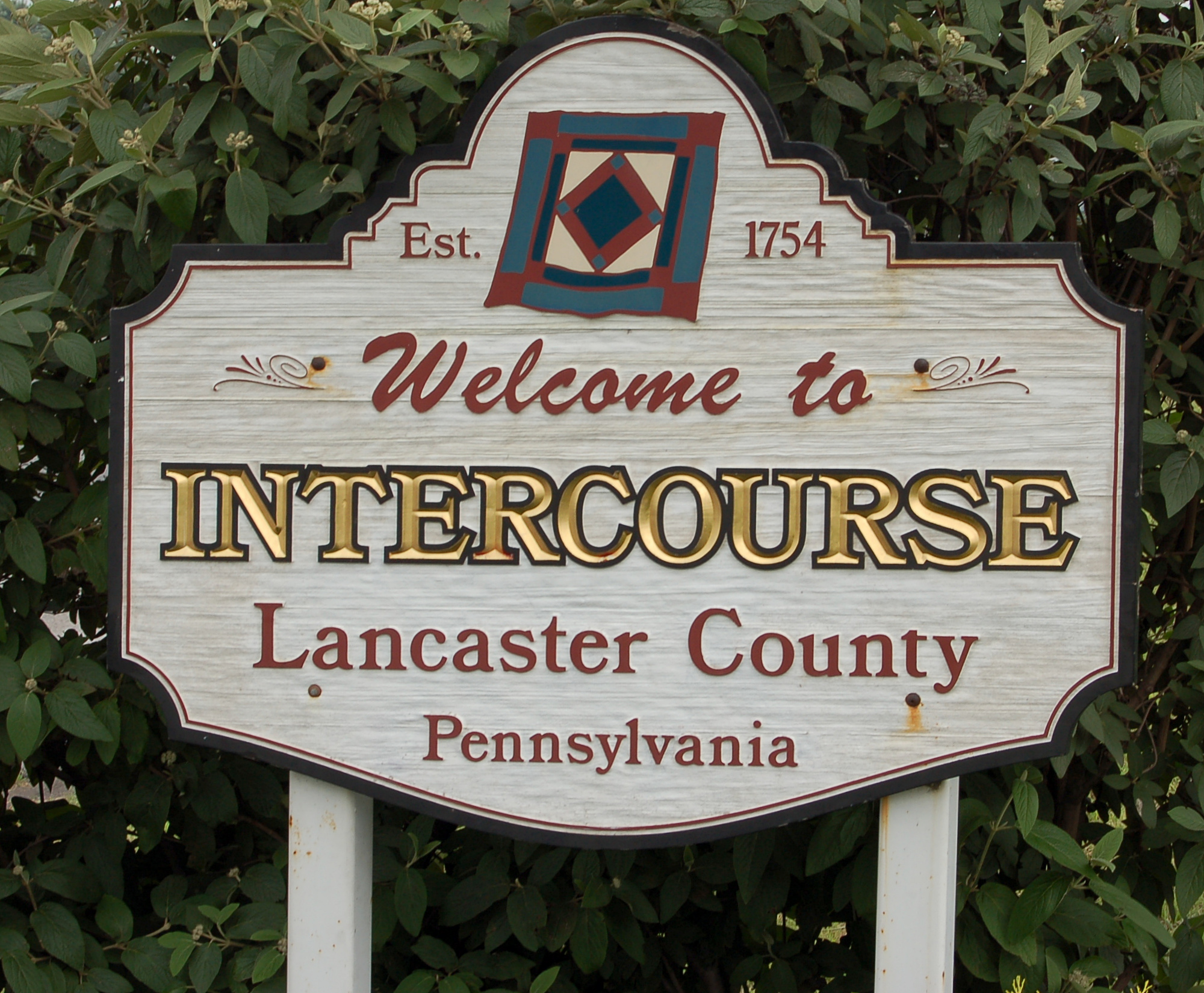
歡迎牌匾

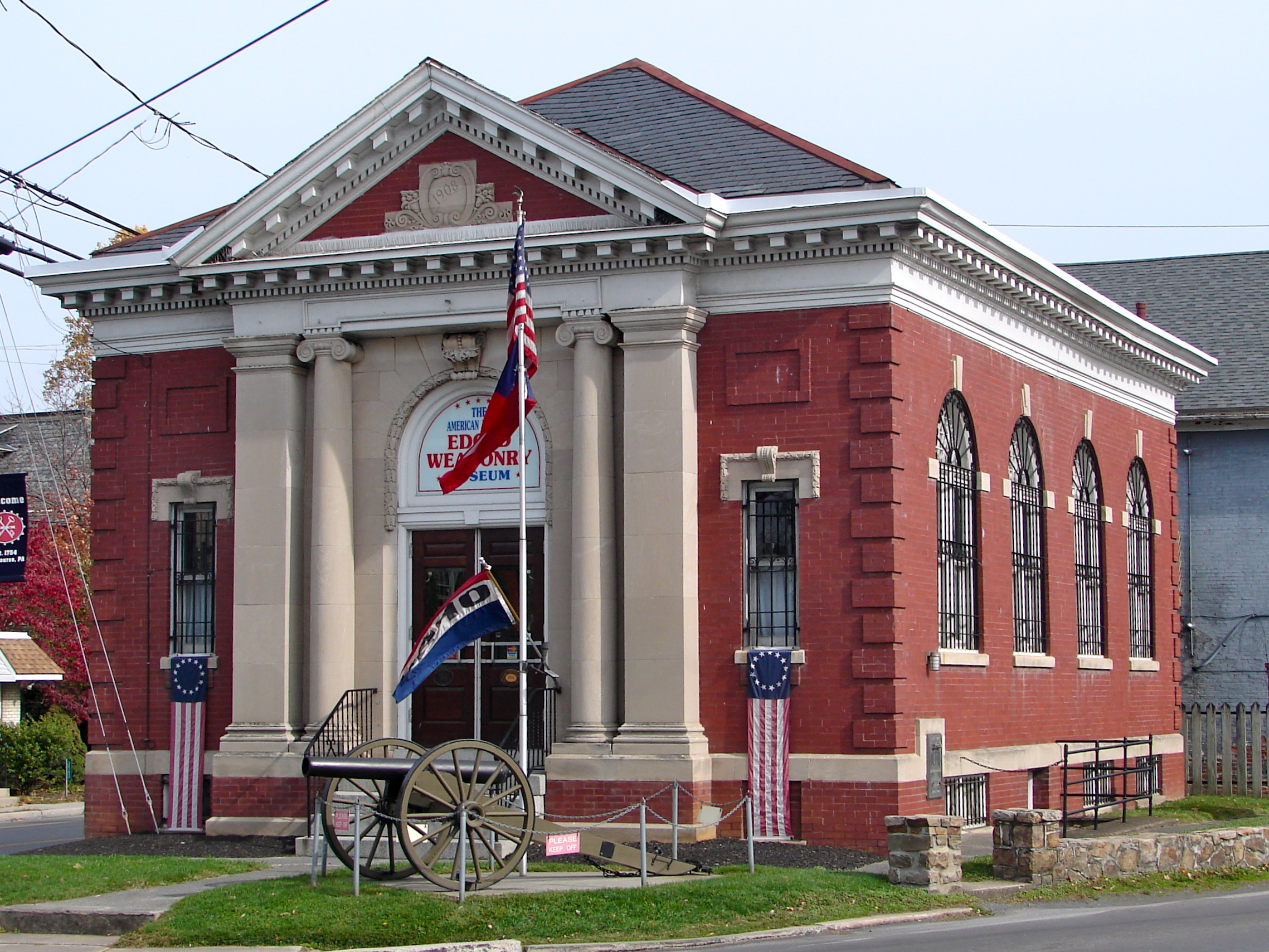
美軍有刃武器博物館

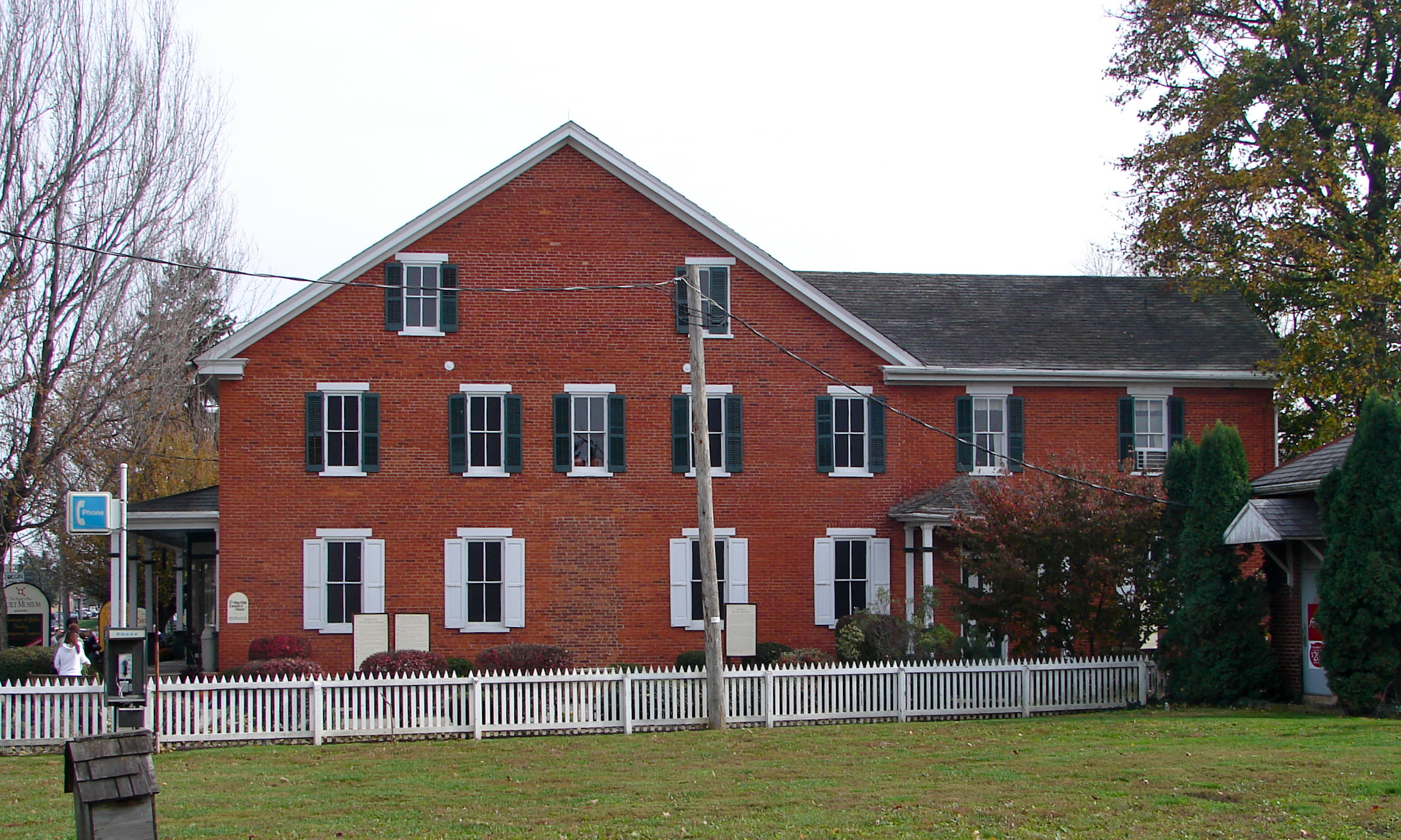
人民廣場被子博物館

因特考斯成立於1754年。此鎮本名十字鍵（Cross Keys），而現名則是於1814年改的。
當地居民指出有兩條著名道路橫越此處，而這兩條道路分別連接費城與匹茲堡和威爾明頓與伊利。這兩條路於此鎮相交，因此居民把此處名為十字鍵。後來，當地居民把名稱改為「因特考斯」，全因「因特考斯」的英語「Intercourse」即可表達相交，亦可表達交際。居民改此名是為了顯示當地居民的「友誼」與「互動和支持」。

## 經濟
旅遊和農業是此鎮的主要工業。此鎮因位於賓州荷蘭國（Pennsylvania Dutch Country）內及其特別的名稱而每年吸引了逾千遊客到訪。除此之外，當地的小型企業主要從事零售業，主要售賣工藝品和食品，並會提供馬車乘坐服務。

## 流行文化
此鎮的名稱會讓人誤以為是性交（英語為sexual intercourse，通常简称为intercourse），外加同样在宾夕法尼亚州蘭開斯特縣的布鲁波尔镇（Blue Ball）一样，该地名也可能会被误认为是俚语“blue balls”（学名Epididymal hypertension，是指因长时间性兴奋而未获满足所导致的睾丸和前列腺暂时性充血），因此衍生了不少相關的流行文化。《克利夫蘭秀》曾把此鎮描繪成一個充滿色情俱樂部的小鎮。英國汽車節目《英国疯狂汽车秀》第16季中亦曾到訪此鎮。電影《目擊者》乃攝於此鎮，《貧富之間》的故事也是設於此鎮中。因為此鎮的奇特名稱，所以其牌匾經常被盜去。
因特考斯是宾夕法尼亚荷兰国其中一個「名稱有趣的地方」，附近其他名稱有趣的地方还包括：
- 蒙特佐伊（Mount Joy，意为快乐山）
- 波德因汉德（Bird-in-Hand，意为手中鳥）
- 盖普（Gap，意为间隙）
- 贝尔维爾（Bareville，意为光头村）
- 帕拉迪斯（Paradise，意为天堂）

### 引用
1. ↑  Krassner (1963)
2. 1 2  .   [2013-05-22]. （原始内容存档于2008-02-17）.
3. ↑  .   [2013-05-22]. （原始内容存档于2010-12-03）.
4. ↑  William Ecenbarger. . Chicago Tribune. March 30, 1986  [March 23, 2010]. （原始内容存档于2012-10-26）.
5. ↑  . www.bbc.co.uk. 13 December 2010  [13 December 2010]. （原始内容存档于2012-01-05）.
6. ↑  .   [2013-05-22]. （原始内容存档于2013-05-07）.
7. ↑  Ward's quarterly (1965) p.109
8. ↑  Anderson (1979) p.214
9. ↑  Museums Association (2006) p.61
10. ↑  Rand  McNally and Company (1978) p.52
11. ↑  Mencken (1963) p.653

### 書籍
- Anderson, William Charles (1979) Home sweet home has wheels: or, Please don't tailgate the real estate（页面存档备份，存于）
- Henry Louis Mencken, Raven Ioor McDavid (1963) The American language: an inquiry into the development of English in the United States, Volume 1（页面存档备份，存于）
- Museums Association (2006) The Museums journal, Volume 106, Issues 1-6（页面存档备份，存于）, Indexes to papers read before the Museums Association, 1890–1909. Compiled by Charles Madeley.
- Paul Krassner (1963) The Trial of Eros Magazine（页面存档备份，存于） in The Realist No.44, pp. 1, 11（页面存档备份，存于）-23（页面存档备份，存于）
- Rand McNally and Company (1978) Vacation & travel guide（页面存档备份，存于）
- Ward's quarterly, Volume 1（页面存档备份，存于）, 1965

## 外部連結
- History of Intercourse